# Аксаков Сергій Тимофійович
Сергі́й Тимофі́йович Акса́ков (нар. 20 вересня (1 жовтня) 1791, Уфа — 30 квітня (12 травня) 1859) — російський письменник.
Закінчив Казанський університет (1807), служив цензором у Петербурзі, Москві (1827—1832).
1858 року Аксаков познайомився з Тарасом Шевченком. Письменники зустрічались, листувались і ставились один до одного з глибокою повагою. Микола Добролюбов і Микола Чернишевський високо цінили творчість Аксакова.

## Літературна діяльність
В 1820-х роках виступав як театральний критик. Нарис «Буран» (1834) — перший реалістичний твір Аксакова. «Записки про удіння риби», 1847, «Записки мисливця-стрільця Оренбурзької губернії», 1852, «Оповідання і спогади мисливця про різні полювання», 1855, пройняті глибоким відчуттям природи. Автор літературного опрацювання казки «Червоненька квіточка», 1858.

## Твори
Найвидатніші твори Аксакова — «Сімейна хроніка» (1856), «Дитячі роки Багрова-онука» (1858) — мали вплив на розвиток автобіографічного жанру в російській літературі.

## Переклади українською мовою
- C. Аксаков. Твори («Сімейна хроніка», «Дитячі роки Багрова-внука», «Червоненька квіточка»). Переклад Олени Пархомовської — К: Держлітвидав України, 1956 — 504 с. + портр. автора.
- Червоненька квіточка. Перекл. Бориса Попеля, мал. Ольги Сенченко— К: Веселка, 1968 — 36 с.